# 李言 (辽宁省人民检察院检察长)
李言（1911年6月24日—1984年7月30日），原名李锦标，字蕴章，浙江省缙云县大源镇稠门村人。曾任辽宁省人民检察院检察长、丹东市委书记、丹东市长。第三、第五届全国人民代表大会代表。

## 生平
5岁丧父，留下兄弟三人，李言最幼。两位兄长供养李言读私塾、高小、丽水初级师范、金华高中师范科。1930年2月转学到萧山县的浙江省立湘湖村乡村师范学校图书馆边工作边学习。在萧山县委书记恽逸群、校党支部委员兼图书馆主任应怀训的引导和湘湖师范党支部书记程长源的介绍下，1930年7月加入中国共产党，成了湘师最早的2个党员。8月为湘湖师范第一任团支部书记。毕业后留校任教，在杭州白衙巷小学以教书为掩护开展革命活动。不久党机关被破坏，回云雅亭小学教书。1932年春浙江衢县乡村师范、1933年广东惠阳象山师范校长。1935年回杭州水亭址小学任教。1936年夏在杭州向别人借了一本《列宁主义问题》的书，将书寄给已回缙云老家的爱人褚怡被扣，被以共产嫌疑的名义抓走关押在省保安处陆军监狱经历了半年之久的牢狱之灾。其妻褚怡与其兄褚雪琴设法营救获释。
1937年9月，在八路军南京办事处驻杭代表朱镜发介绍下，辗转八路军南京办事处、八路军西安办事处，1937年10月到延安。入陕北公学学习3个月后，1938年3月任陕北公学关中分校党支部书记、延安马列学院党总支保卫委员、延安中共中央研究院党委书记、延安中共中央党校三部秘书科科长。1942年5月康生派人到中央研究院，让李言写一份包括王实味言论和平日表现的村料。再接着，李言接到通知，到中央组织部看王实味档案。中央研究院在党风学习即将结束之际，于1942年5月27日举办了“党的民主与纪律”座谈会。李言在发言中报告了党委与王实味六次谈话的经过，说明王实味至今没有承认过错误。最后说：为了“治病救人”，要揭发王实味的错误，与他进行严正的思想斗争。 
1945年10月，随延安干部大队赴东北。1945年12月任中共东北中央局社会部秘书、秘书处副处长。1946年7月任黑龙江省拜泉县公安局局长。1947年6月8日任东北铁路公安处副处长、1949年1月任东北铁路公安局副局长。林彪的秘书季中权在延安时期和叶群都是中央研究院党委干事，季中权应李言之邀调到东北铁路公安处。
1952年5月调东北公安部任主任、处长等职。1954年9月热河省公安厅副厅长。1956年3月任辽宁省检察院副检察长。1959年中共辽宁省委纪律监察委员会任常委、1959年至1964年9月19日任辽宁省人民检察院检察长。1964年8月任丹东市委书记（当时设第一书记）、市长。1972年10月任丹东市委副书记、丹东市革命委员会副主任。1978年12月任辽宁省人民检察院副检察长、党组书记。1979年4月任中国社会科学院法学研究所党委书记、常务副所长。因壺腹癌在北京逝世。

## 家人
- 夫人褚怡（1907年7月4日-1972年7月15日），呼和浩特市第二幼儿园园长、党支部书记，呼和浩特市教育局党委委员，1965年当选为内蒙古自治区政协委员。
- 大儿子李文俊：1929年11月21日生。1937年7月初人浙江丽水县碧湖镇浙江儿童保育院，随保育院转移到重庆璧山县战时儿童保育总会直属第五儿童保育院。1944年由任锐、瞿复权（瞿秋白姑母)、欧阳陶承 带到延安，入陕甘宁边区中学学习。1946年随母到张家口，1947年参加解放军，加入中国共产党。后为解放军总参副局长、师职研究员。
- 二儿子李文杰：1935年11月生。1960年毕业于北京大学考古专业。中国社会科学院考古研究所从事新石器时代田野考古工作。从1980年开始研究中国古代制陶技术史。1987年7月中国历史博物馆考古部研究馆员。中国国家博物馆研究员。[6]代表作为《中国古代制陶工艺研究》。
- 女儿李文放
- 三子李延燕，生于延安。瓦房店市人民检察院信访科长。
- 外甥蔡兆康：1931年李言唯一的姐姐李仙葩逝世，李言及母亲抚养时年刚周岁的外甥的义务，供念书，后参加中共浙南抗日游击队里当司务长。解放后，到沈阳市公安局工作。